# Pelochyta brunnescens
Pelochyta brunnescens là một loài bướm đêm thuộc phân họ Arctiinae, họ Erebidae.